# Strathocles ribbei
Strathocles ribbei är en fjärilsart som beskrevs av Druce 1891. Strathocles ribbei ingår i släktet Strathocles och familjen nattflyn. Inga underarter finns listade i Catalogue of Life.